# Музалевский, Александр Сергеевич
Александр Сергеевич Музалевский (? — ?) — русский офицер. Герой Первой мировой войны.

## Биография
Участник Первая мировая война с 1914 года подпрапорщик 42-го Якутского пехотного полка.
21 ноября 1914 года приказом по 11-му армейскому корпусу № 127 был  награждён за храбрость Георгиевским крестом IV степени за № 71342. В 1915 году за храбрость был награждён Георгиевским крестом III степени за № 7477 и Георгиевским крестом II степени за № 2038:
За выдающиеся подвиги храбрости и самоотвержения против неприятеля в боях
20 апреля 1915 года за «боевые отличия»  произведён в прапорщики.
24 ноября 1916 года Высочайшим приказом за храбрость был награждён Орденом Святого Георгия IV степени.
25 июня 1917 года Высочайшим приказом за храбрость  был награждён Офицерским георгиевским крестом с лавровой ветвью 4-й степени:
За то, что, в бою под г. Станиславовым 25 июня 1917 года когда было приказано бросится в атаку, он первый выскочил из окопа и с криком "Ура товарищи, вперёд" и он бросился на неприятельские окопы, не смотря на сильный артиллерийский, ружейный и пулемётный огонь противника, преодолев проволочные заграждения всё время продолжал идти впереди роты, первым ворвался в неприятельские окопы. Этим своим примером самоотвержения и отличной храбрости, он послужил примером для нас, что повело к тому общему успеху достигнутого боем 25 июня 1917 г.
30 августа 1917 года Приказом по Армии и Флоту за храбрость был награждён Георгиевским оружием.